# مرار
مرير أو بلعلع أو المَرَار أو  الدردرية أو القنطريون النَّجمي أو القنطريون الجيري أو حسك (الاسم العلمي: Centaurea calcitrapa) نوع نباتي ينتمي إلى جنس القنطريون من الفصيلة النجمية.

## الموئل والانتشار

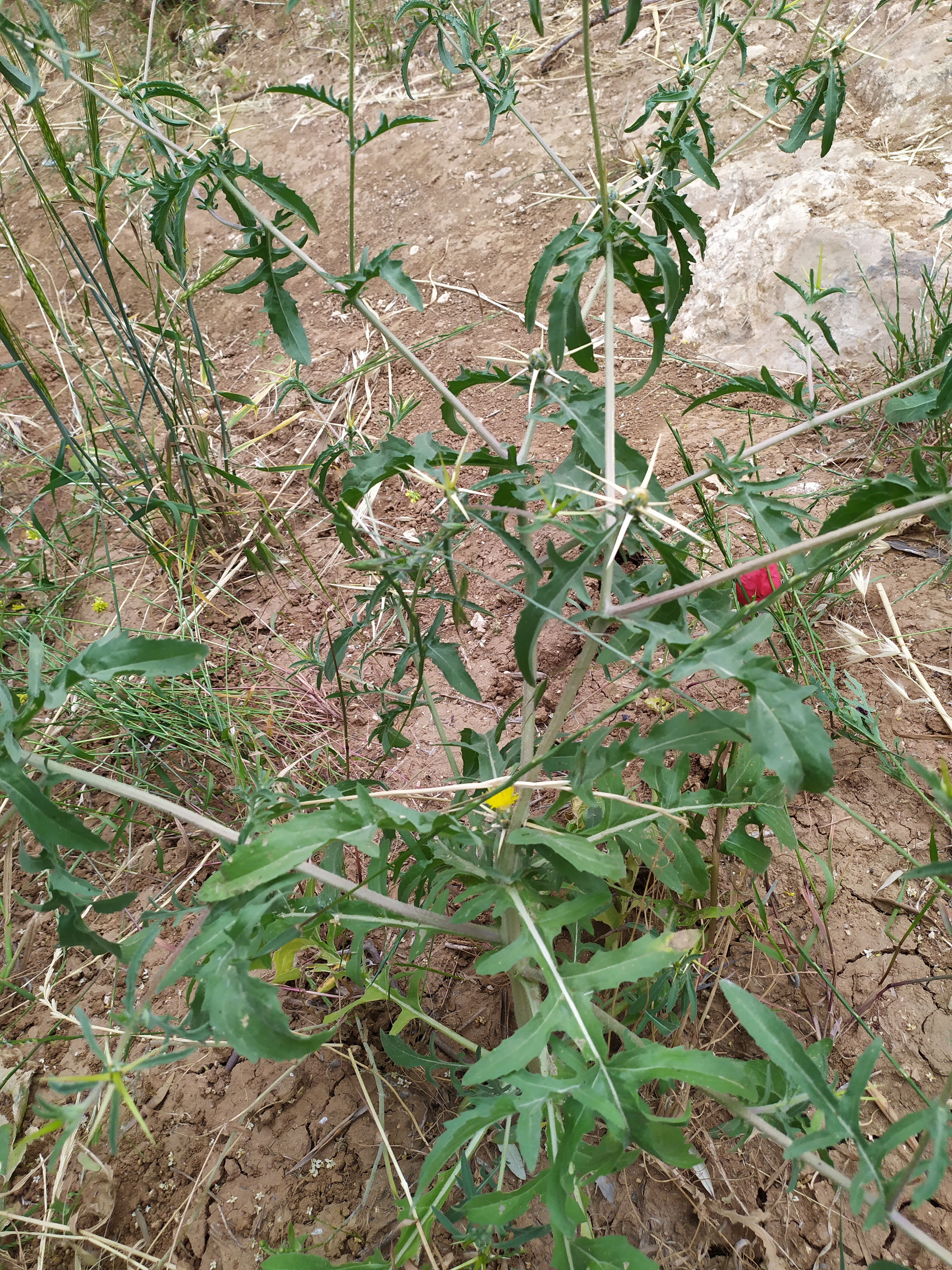
نبات مرار

موطنه بلاد الشام ومصر والمغرب العربي ومعظم مناطق أوروبا.